# НХЛ у сезоні 2011—2012
НХЛ у сезоні 2011/2012 — 95-й регулярний чемпіонат НХЛ. Стартував 6 жовтня 2011 року матчами в Європі. Закінчилася регулярна першість 7 квітня 2012 року, опісля якої почалися матчі плей-оф на Кубок Стенлі. 11 червня 2012 року в фінальному матчі Кубка Стенлі на Стейплс-центр в Лос-Анджелесі перемогу здобув Лос-Анджелес Кінгс 6:1 у матчі, 4:2 в серії над Нью-Джерсі Девілс та вперше здобув Кубок Стенлі. Це другий фінал Кубка Стенлі для «королів» у першому в 1993 році поступились Монреаль Канадієнс.
Перед сезоном Атланта Трешерс переїхав до Вінніпега (Манітоба) та став новим Вінніпег Джетс. Це перший переїзд команди з сезону 1997/98, коли Гартфорд Вейлерс переїхав до Ралі, штат Північна Кароліна і отримала назву Кароліна Гаррікейнс.

## Драфт НХЛ
49-й драфт НХЛ. У 7-ми раундах було обрано 211 хокеїстів. Першим номером драфту став Раян Ньюджент-Гопкінс, якого обрав клуб «Едмонтон Ойлерз».

## Передмова
23 червня 2011 року, НХЛ оголосила, що максимальна сума заробітна плата збільшена на 4,9 мільйона доларів США. Новий граничний рівень заробітної плати встановлено на рівні 64,3 мільйона доларів США.
Кілька команд оголосили про плани змінити свою форму в сезоні 2011/12.
Едмонтон Ойлерз представив форму, яку використовував з 1979 по 1996 рр.. Змінив форму Нашвілл Предаторс, Флорида Пантерс.
Лос-Анджелес Кінгс представив форму, яку використовував з 1988 по 1998 рр.. Оттава Сенаторс представив нову форму та логотип. Піттсбург Пінгвінс буде грати в формі, яку використовував під час матчу Зимової класики 2008. Тампа-Бей Лайтнінг змінив логотип. Торонто Мейпл Ліфс проведе сезон у формі, яку використовували до 1967 року.
Вашингтон Кепіталс також буде використовувати форму Зимової класики 2008. Змінили свої форми Нью-Йорк Айлендерс, Нью-Йорк Рейнджерс, Філадельфія Флаєрс.
Також були зміненні правила, вони стали більш жорсткі, щоб зменшити кількість травмування голови в гравців та зробити гру більш безпечною. Ці правила запропонував новий департамент, який очолив відомий в минулому хокеїст Брендан Шенаген.
В Європі пройшли виставкові матчі з європейськими клубами.
| Дата       | Місто                  | НХЛ                | Європа              | Рахунок |
| ---------- | ---------------------- | ------------------ | ------------------- | ------- |
| 29 вересня | Прага, Чехія           | Нью-Йорк Рейнджерс | Спарта (Прага)      | 2–0     |
| 30 вересня | Гетеборг, Швеція       | Нью-Йорк Рейнджерс | Фрелунда            | 4–2     |
| 2 жовтня   | Братислава, Словаччина | Нью-Йорк Рейнджерс | Слован (Братислава) | 4–1     |
| 3 жовтня   | Цуг, Швейцарія         | Нью-Йорк Рейнджерс | Цуг                 | 4–8     |
| 4 жовтня   | Гельсінкі, Фінляндія   | Анагайм Дакс       | Йокеріт             | 4–3 OT  |
| 4 жовтня   | Гамбург, Німеччина     | Лос-Анджелес Кінгс | Гамбург Фрізерс     | 5–4     |
| 4 жовтня   | Мангайм, Німеччина     | Баффало Сейбрс     | Адлер Мангайм       | 8–3     |

## Огляд
Сезон стартував з матчів в Європі в яких 7 жовтня зустрілись між собою Анагайм Дакс та Баффало Сейбрс на Hartwall Arena в Гельсінкі і Лос-Анджелес Кінгс з Нью-Йорк Рейнджерс на Еріксон Глоб у Стокгольмі. 8 жовтня зустрілись «Лос-Анджелес Кінгс» і «Баффало Сейбрс» на «Арені O2» в Берліні, а «Анагайм Дакс» зіграв з «Нью-Йорк Рейнджерс» у Стокгольмі.
2 січня 2012 року на бейсбольній арені «Сітізенс Банк Парк» (домашній стадіон «Філадельфія Філліз») відбувся традиційний матч просто неба. Філадельфія Флаєрс поступився в основний час Нью-Йорк Рейнджерс 2:3.

## Матч усіх зірок НХЛ
59-й матч усіх зірок НХЛ пройшов 29 січня 2012 року в «Скошіабанк-плейс» (Оттава): Збірна Хари — Збірна Альфредссона 12:9 (3:3, 3:3, 6:3).

## Підсумкові турнірні таблиці

### Східна конференція
| Атлантичний дивізіон    | І  | В  | П  | ПО | ШЗ  | ШП  | О   |
| ----------------------- | -- | -- | -- | -- | --- | --- | --- |
| Нью-Йорк Рейнджерс (1)  | 82 | 51 | 24 | 7  | 226 | 187 | 109 |
| Піттсбург Пінгвінс (4)  | 82 | 51 | 25 | 6  | 282 | 221 | 108 |
| Філадельфія Флаєрс (5)  | 82 | 47 | 26 | 9  | 264 | 232 | 103 |
| Нью-Джерсі Девілс (6)   | 82 | 48 | 28 | 6  | 228 | 209 | 102 |
| Нью-Йорк Айлендерс (14) | 82 | 34 | 37 | 11 | 203 | 255 | 79  |

| Північно-східний дивізіон | І  | В  | П  | ПО | ШЗ  | ШП  | О   |
| ------------------------- | -- | -- | -- | -- | --- | --- | --- |
| Бостон Брюїнс (2)         | 82 | 49 | 29 | 4  | 269 | 202 | 102 |
| Оттава Сенаторс (8)       | 82 | 41 | 31 | 10 | 249 | 240 | 92  |
| Баффало Сейбрс (9)        | 82 | 39 | 32 | 11 | 218 | 230 | 89  |
| Торонто Мейпл Ліфс (13)   | 82 | 35 | 37 | 10 | 231 | 264 | 80  |
| Монреаль Канадієнс (15)   | 82 | 31 | 35 | 16 | 212 | 226 | 78  |

| Південно-східний дивізіон | І  | В  | П  | ПО | ШЗ  | ШП  | О  |
| ------------------------- | -- | -- | -- | -- | --- | --- | -- |
| Флорида Пантерс (3)       | 82 | 38 | 26 | 18 | 203 | 227 | 94 |
| Вашингтон Кепіталс (7)    | 82 | 42 | 32 | 8  | 222 | 230 | 92 |
| Тампа-Бей Лайтнінг (10)   | 82 | 38 | 36 | 8  | 235 | 281 | 84 |
| Вінніпег Джетс (11)       | 82 | 37 | 35 | 10 | 225 | 246 | 84 |
| Кароліна Гаррікейнс (12)  | 82 | 33 | 33 | 16 | 213 | 243 | 82 |

### Західна конференція
| Центральний дивізіон      | І  | В  | П  | ПО | ШЗ  | ШП  | О   |
| ------------------------- | -- | -- | -- | -- | --- | --- | --- |
| Сент-Луїс Блюз (2)        | 82 | 49 | 22 | 11 | 210 | 165 | 109 |
| Нашвілл Предаторс (4)     | 82 | 48 | 26 | 8  | 237 | 210 | 104 |
| Детройт Ред Вінгз (5)     | 82 | 48 | 28 | 6  | 248 | 203 | 102 |
| Чикаго Блекгокс (6)       | 82 | 45 | 26 | 11 | 248 | 238 | 101 |
| Колумбус Блю-Джекетс (15) | 82 | 29 | 46 | 7  | 202 | 262 | 65  |

| Північно-західний дивізіон | І  | В  | П  | ПО | ШЗ  | ШП  | О   |
| -------------------------- | -- | -- | -- | -- | --- | --- | --- |
| Ванкувер Канакс (1)        | 82 | 51 | 22 | 9  | 249 | 198 | 111 |
| Калгарі Флеймс (9)         | 82 | 37 | 29 | 16 | 202 | 226 | 90  |
| Колорадо Аваланч (11)      | 82 | 41 | 35 | 6  | 208 | 220 | 88  |
| Міннесота Вайлд (12)       | 82 | 35 | 36 | 11 | 177 | 226 | 81  |
| Едмонтон Ойлерз (14)       | 82 | 32 | 40 | 10 | 212 | 239 | 74  |

| Тихоокеанський дивізіон | І  | В  | П  | ПО | ШЗ  | ШП  | О  |
| ----------------------- | -- | -- | -- | -- | --- | --- | -- |
| Фінікс Койотс (3)       | 82 | 42 | 27 | 13 | 216 | 204 | 97 |
| Сан-Хосе Шаркс (7)      | 82 | 43 | 29 | 10 | 228 | 210 | 96 |
| Лос-Анджелес Кінгс (8)  | 82 | 40 | 27 | 15 | 194 | 179 | 95 |
| Даллас Старс (10)       | 82 | 42 | 35 | 5  | 211 | 222 | 89 |
| Анагайм Дакс (13)       | 82 | 34 | 36 | 12 | 204 | 231 | 80 |

## Статистика регулярного чемпіонату

### Глядачі

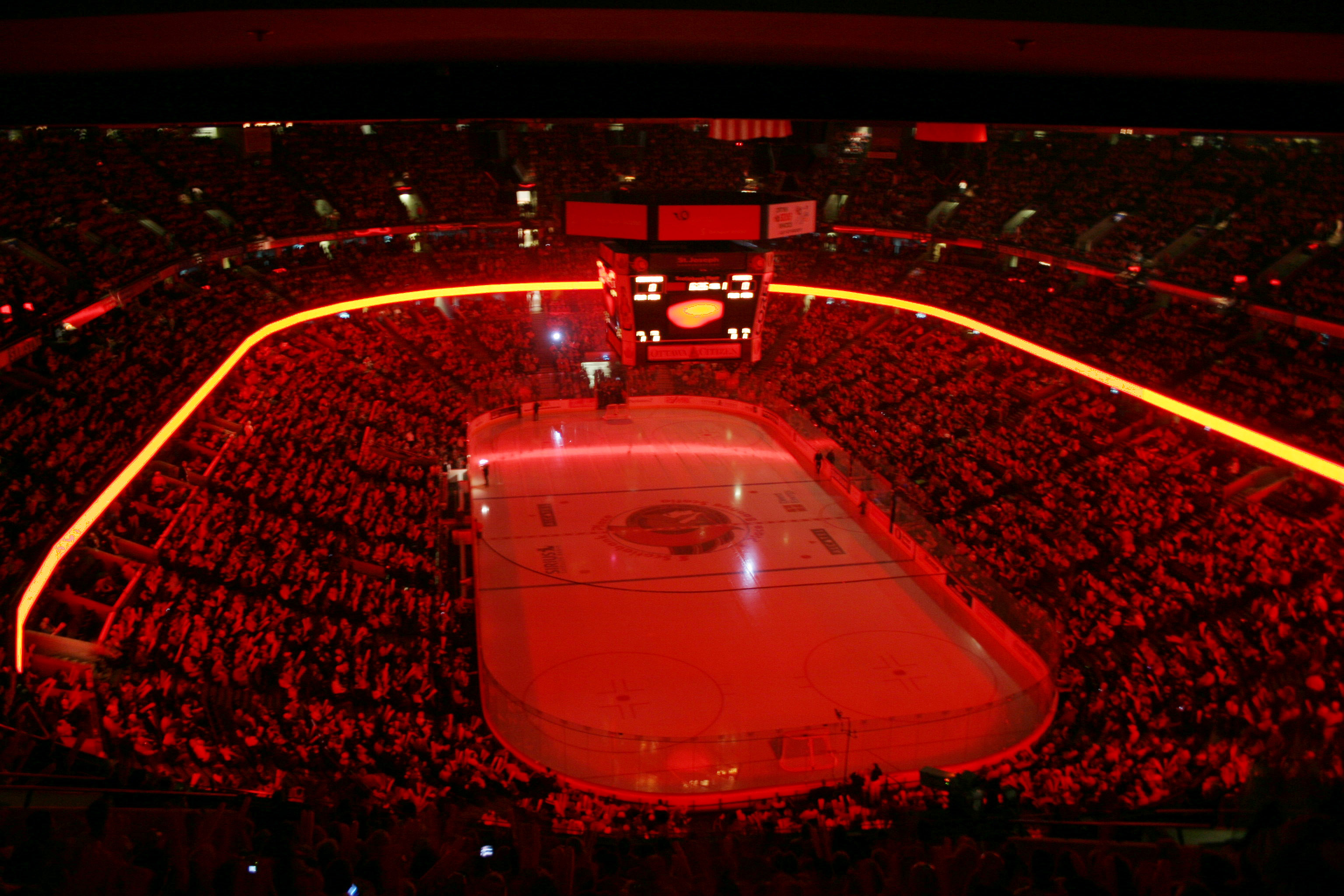
Скошіабанк-плейс

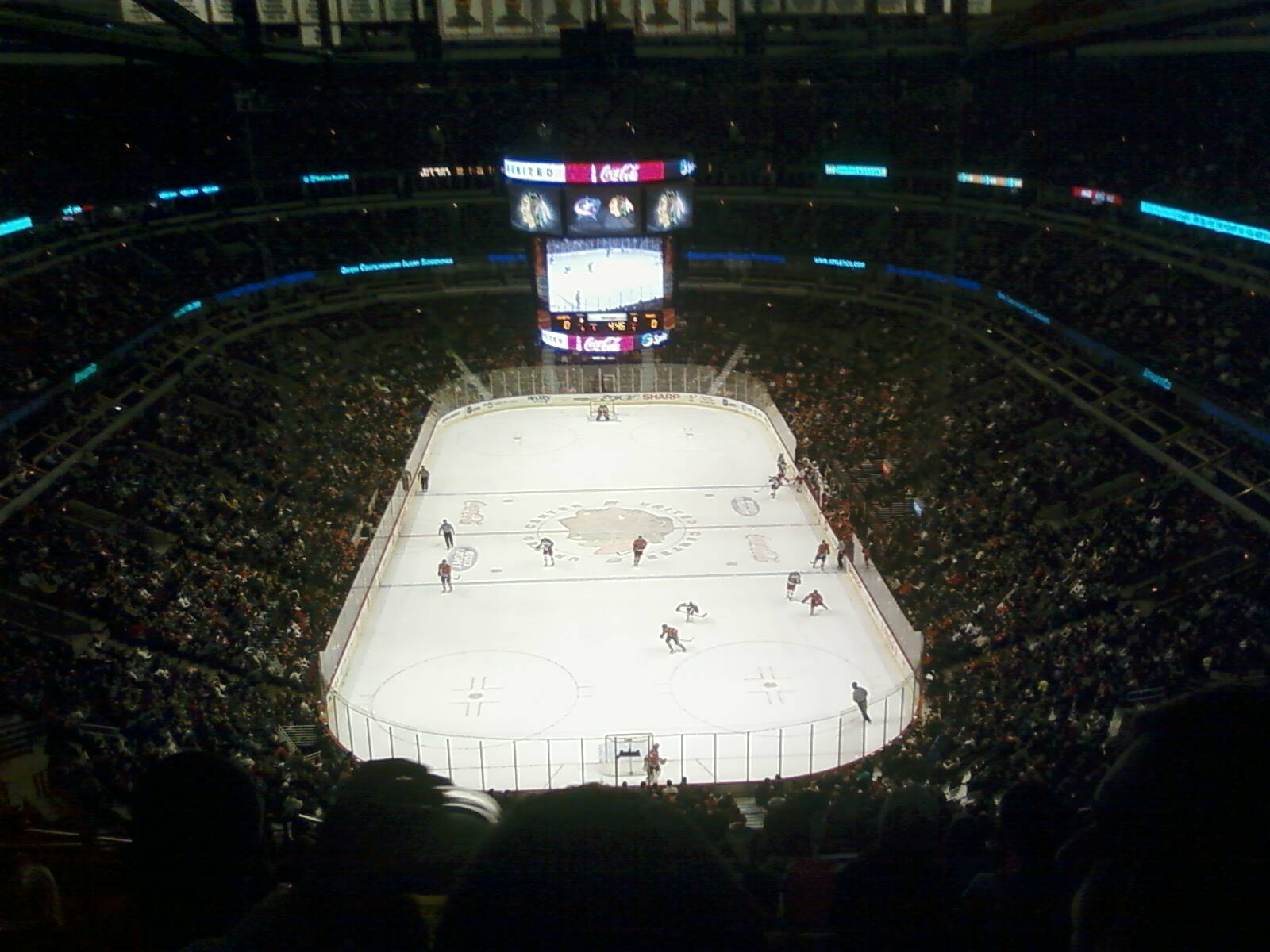
Юнайтед-центр

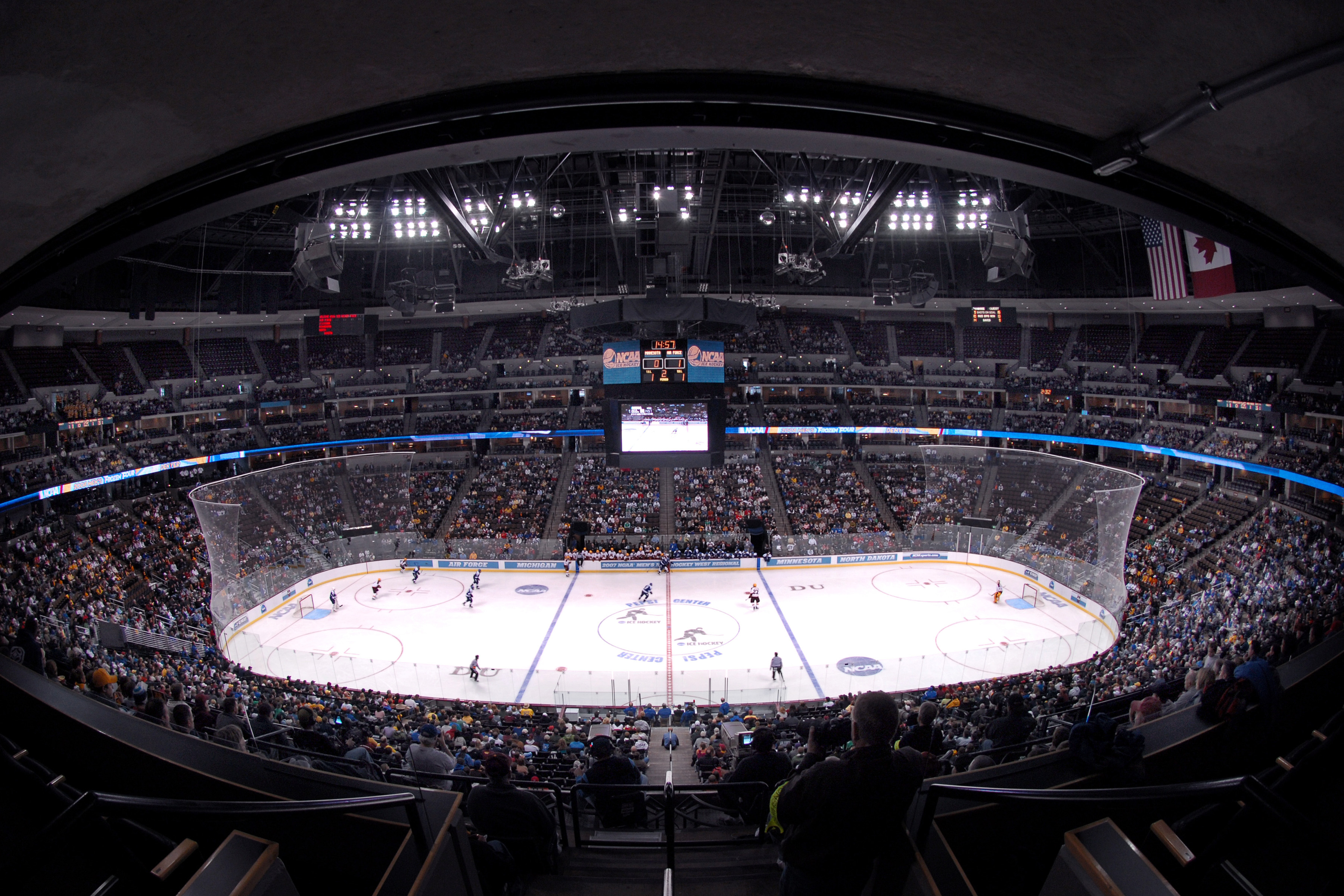
Пепсі-центр

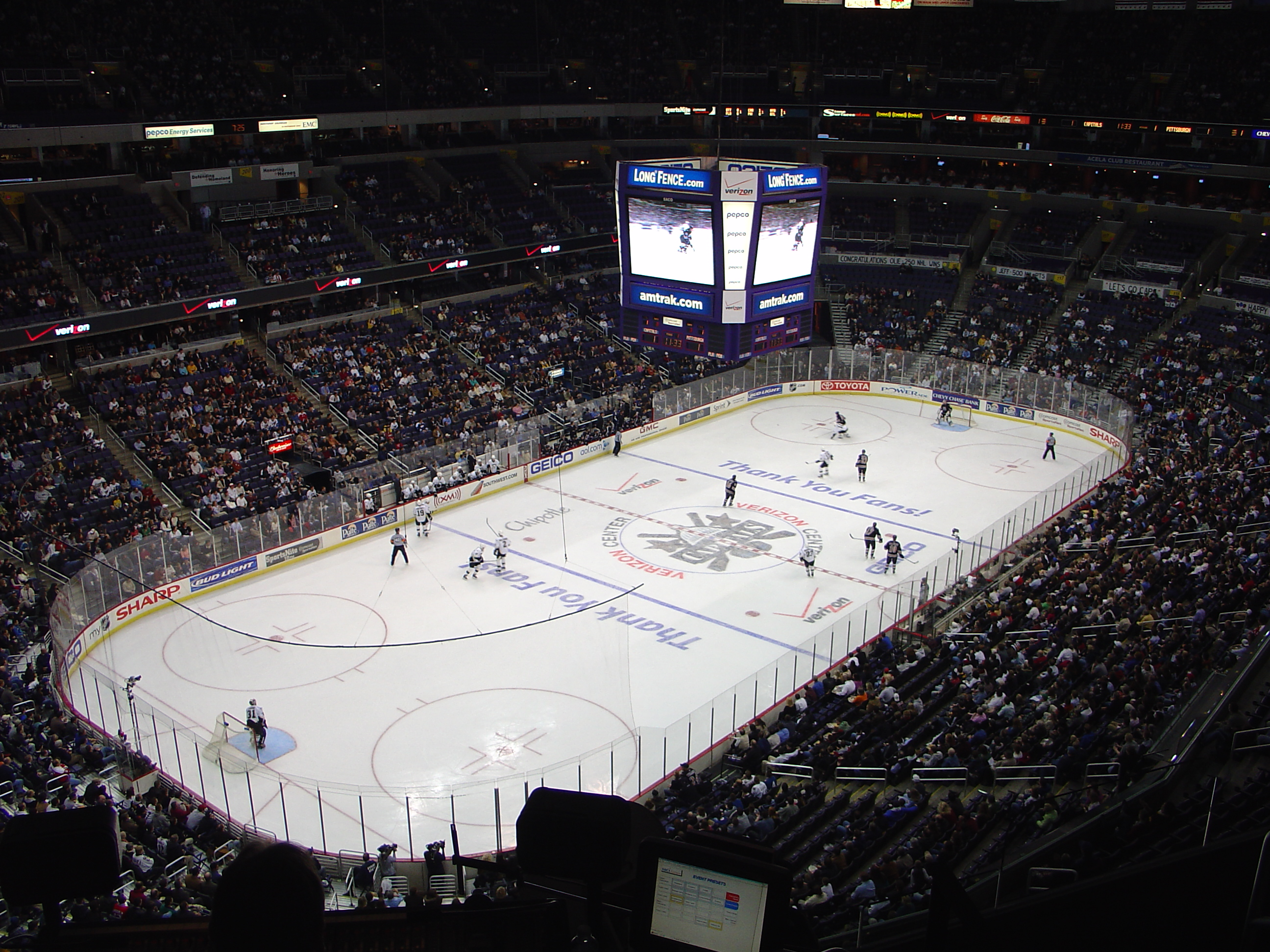
Верайзон-центр

| Клуб                 | Арена                             | Матчі | Середня кіл-ть глядачів | Загальна кіл-ть глядачів | У відсотках |
| -------------------- | --------------------------------- | ----- | ----------------------- | ------------------------ | ----------- |
| Чикаго Блекгокс      | Юнайтед-центр                     | 41    | 21,533                  | 882,874                  | 109.2%      |
| Монреаль Канадієнс   | Белл-центр                        | 41    | 21,273                  | 872,193                  | 100.0%      |
| Філадельфія Флаєрс   | Веллс Фарго Центр                 | 40    | 19,770                  | 790,787                  | 101.2%      |
| Детройт Ред Вінгз    | Джо Луїс Арена                    | 41    | 20,066                  | 822,706                  | 100.0%      |
| Торонто Мейпл Ліфс   | Ейр Канада Центр                  | 41    | 19,505                  | 799,686                  | 103.6%      |
| Оттава Сенаторс      | Скошіабанк-плейс                  | 41    | 19,357                  | 793,612                  | 101.1%      |
| Калгарі Флеймс       | Скоушабенк-Седдлдоум              | 41    | 19,289                  | 790,849                  | 100.0%      |
| Ванкувер Канакс      | Роджерс-арена                     | 41    | 18,884                  | 774,250                  | 100.1%      |
| Сент-Луїс Блюз       | Скоттрейд-центр                   | 41    | 18,810                  | 771,207                  | 98.2%       |
| Баффало Сейбрс       | Ейч-Ес-Бі-Сі-арена                | 40    | 18,680                  | 747,209                  | 99.9%       |
| Піттсбург Пінгвінс   | Консол Енерджі-центр              | 41    | 18,569                  | 761,224                  | 101.0%      |
| Вашингтон Кепіталс   | Верайзон-центр                    | 41    | 18,506                  | 758,746                  | 100.0%      |
| Тампа-Бей Лайтнінг   | Амалі-арена                       | 41    | 18,468                  | 757,192                  | 96.2%       |
| Нью-Йорк Рейнджерс   | Медісон-сквер-гарден              | 41    | 18,191                  | 745,852                  | 99.9%       |
| Лос-Анджелес Кінгс   | Стейплс-центр                     | 39    | 18,109                  | 706,236                  | 99.9%       |
| Міннесота Вайлд      | Ексел-Енерджі-центр               | 41    | 17,772                  | 728,683                  | 98.4%       |
| Бостон Брюїнс        | Ті-Ді-Гарден                      | 41    | 17,565                  | 720,165                  | 100.0%      |
| Сан-Хосе Шаркс       | SAP Center                        | 41    | 17,562                  | 720,042                  | 100.0%      |
| Едмонтон Ойлерз      | Рексалл-плейс                     | 41    | 16,839                  | 690,399                  | 100.0%      |
| Нашвілл Предаторс    | Бріджстоун Арена                  | 41    | 16,691                  | 684,324                  | 97.5%       |
| Флорида Пантерс      | БанкАтлантік-центр                | 41    | 16,628                  | 681,763                  | 86.4%       |
| Кароліна Гаррікейнс  | Ар-Бі-Сі-центр                    | 41    | 16,043                  | 657,747                  | 85.9%       |
| Колорадо Аваланч     | Пепсі-центр                       | 41    | 15,499                  | 635,440                  | 86.1%       |
| Нью-Джерсі Девілс    | Пруденшл-центр                    | 41    | 15,397                  | 631,258                  | 87.4%       |
| Вінніпег Джетс       | MTS Centre                        | 41    | 15,004                  | 615,164                  | 100.0%      |
| Анагайм Дакс         | Хонда-центр                       | 40    | 14,784                  | 591,371                  | 86.1%       |
| Колумбус Блю-Джекетс | Нейшнвайд-арена                   | 41    | 14,660                  | 601,061                  | 80.1%       |
| Даллас Старс         | Американ-Ейрлайнс-центр           | 41    | 14,227                  | 583,306                  | 76.8%       |
| Нью-Йорк Айлендерс   | Нассау-Ветеранс-Меморіал-колісіум | 41    | 13,191                  | 540,838                  | 81.3%       |
| Фінікс Койотс        | Jobing.com-арена                  | 41    | 12,421                  | 509,241                  | 72.3%       |

### Найкращі бомбардири
| Гравець        | Команда            | І  | Г  | П  | О   | +/- | ШХ |
| -------------- | ------------------ | -- | -- | -- | --- | --- | -- |
| Євген Малкін   | Піттсбург Пінгвінс | 75 | 50 | 59 | 109 | +18 | 70 |
| Стівен Стемкос | Тампа-Бей Лайтнінг | 82 | 60 | 37 | 97  | +7  | 66 |
| Клод Жіру      | Філадельфія Флаєрс | 77 | 28 | 65 | 93  | +6  | 29 |
| Джейсон Спецца | Оттава Сенаторс    | 80 | 34 | 50 | 84  | +11 | 36 |
| Ілля Ковальчук | Нью-Джерсі Девілс  | 77 | 37 | 46 | 83  | –9  | 33 |
| Філ Кессел     | Торонто Мейпл Ліфс | 82 | 37 | 45 | 82  | –10 | 20 |
| Джеймс Ніл     | Піттсбург Пінгвінс | 80 | 40 | 41 | 81  | +6  | 87 |
| Джон Таварес   | Нью-Йорк Айлендерс | 82 | 31 | 50 | 81  | −6  | 26 |
| Генрік Седін   | Ванкувер Канакс    | 82 | 14 | 67 | 81  | +23 | 52 |
| Патрік Еліаш   | Нью-Джерсі Девілс  | 81 | 26 | 52 | 78  | −8  | 16 |

### Найкращі воротарі
| Гравець          | Команда            | І  | ЧНЛ     | В  | П  | ПО | ГП  | ША | %ВК  | СП   |
| ---------------- | ------------------ | -- | ------- | -- | -- | -- | --- | -- | ---- | ---- |
| Браєн Елліотт    | Сент-Луїс Блюз     | 38 | 2234:35 | 23 | 10 | 4  | 58  | 9  | .940 | 1.56 |
| Джонатан Квік    | Лос-Анджелес Кінгс | 69 | 4099:26 | 35 | 21 | 13 | 133 | 10 | .929 | 1.95 |
| Корі Шнайдер     | Ванкувер Канакс    | 33 | 1832:50 | 20 | 8  | 1  | 60  | 3  | .937 | 1.96 |
| Генрік Лундквіст | Нью-Йорк Рейнджерс | 62 | 3753:30 | 39 | 18 | 5  | 123 | 8  | .930 | 1.97 |
| Ярослав Галак    | Сент-Луїс Блюз     | 46 | 2746:37 | 26 | 12 | 7  | 90  | 6  | .926 | 1.97 |

І = матчі; ЧНЛ = часу на льоду (хвилини: секунди); В = перемоги; П = поразки; ПО = поразки в овертаймі; ГП = голів пропущено; ША = шатаути; %ВК = відбитих кидків (у %); СП = Середня кількість пропущених шайб

## Плей-оф
|  | Чвертьфінали конференції | Чвертьфінали конференції              | Чвертьфінали конференції |   |          | Півфінали конференції | Півфінали конференції | Півфінали конференції |                    |                    | Фінали конференції  | Фінали конференції  | Фінали конференції  |  |  | Фінал Кубка Стенлі | Фінал Кубка Стенлі | Фінал Кубка Стенлі |
|  |                          |                                       |                          |   |          |                       |                       |                       |                    |                    |                     |                     |                     |  |  |                    |                    |                    |
|  | 1                        | НЙ Рейнджерс                          | 4                        |   |          | 1                     | НЙ Рейнджерс          | 4                     |                    |                    |                     |                     |                     |  |  |                    |                    |                    |
|  | 8                        | Оттава                                | 3                        |   |          | 7                     | Вашингтон             | 3                     |                    |                    |                     |                     |                     |  |  |                    |                    |                    |
|  |                          |                                       |                          |   |          |                       |                       |                       |                    |                    |                     |                     |                     |  |  |                    |                    |                    |
|  | 2                        | Бостон                                | 3                        |   |          |                       |                       |                       | Східна конференція | Східна конференція | Східна конференція  | Східна конференція  | Східна конференція  |  |  |                    |                    |                    |
|  | 2                        | Бостон                                | 3                        |   |          |                       |                       |                       | Східна конференція | Східна конференція | Східна конференція  | Східна конференція  | Східна конференція  |  |  |                    |                    |                    |
|  | 7                        | Вашингтон                             | 4                        |   |          |                       |                       |                       |                    |                    |                     |                     |                     |  |  |                    |                    |                    |
|  | 7                        | Вашингтон                             | 4                        |   |          |                       |                       |                       |                    | 1                  | НЙ Рейнджерс        | 2                   |                     |  |  |                    |                    |                    |
|  |                          |                                       |                          |   |          |                       |                       |                       |                    | 1                  | НЙ Рейнджерс        | 2                   |                     |  |  |                    |                    |                    |
|  |                          | 6                                     | Нью-Джерсі               | 4 |          |                       |                       |                       |                    |                    |                     |                     |                     |  |  |                    |                    |                    |
|  | 3                        | 6                                     | Нью-Джерсі               | 4 | Флорида  | 3                     |                       |                       |                    |                    |                     |                     |                     |  |  |                    |                    |                    |
|  | 3                        |                                       |                          |   | Флорида  | 3                     |                       |                       |                    |                    |                     |                     |                     |  |  |                    |                    |                    |
|  | 6                        | Нью-Джерсі                            | 4                        |   |          |                       |                       |                       |                    |                    |                     |                     |                     |  |  |                    |                    |                    |
|  | 6                        | Нью-Джерсі                            | 4                        |   |          |                       |                       |                       |                    |                    |                     |                     |                     |  |  |                    |                    |                    |
|  |                          |                                       |                          |   |          |                       |                       |                       |                    |                    |                     |                     |                     |  |  |                    |                    |                    |
|  |                          |                                       |                          |   |          |                       |                       |                       |                    |                    |                     |                     |                     |  |  |                    |                    |                    |
|  | 4                        | Піттсбург                             | 2                        |   | 5        | Філадельфія           | 1                     |                       |                    |                    |                     |                     |                     |  |  |                    |                    |                    |
|  | 4                        | Піттсбург                             | 2                        |   | 5        | Філадельфія           | 1                     |                       |                    |                    |                     |                     |                     |  |  |                    |                    |                    |
|  | 5                        | Філадельфія                           | 4                        |   |          | 6                     | Нью-Джерсі            | 4                     |                    |                    |                     |                     |                     |  |  |                    |                    |                    |
|  | 5                        | Філадельфія                           | 4                        |   |          |                       |                       |                       |                    | E6                 | Нью-Джерсі          | 2                   |                     |  |  |                    |                    |                    |
|  |                          | (Пари пересіяні після першого раунду) |                          |   |          |                       |                       |                       |                    | E6                 | Нью-Джерсі          | 2                   |                     |  |  |                    |                    |                    |
|  |                          | W8                                    | Лос-Анджелес             | 4 |          |                       |                       |                       |                    |                    |                     |                     |                     |  |  |                    |                    |                    |
|  | 1                        | W8                                    | Лос-Анджелес             | 4 | Ванкувер | 1                     |                       |                       | 3                  | Фінікс             | 4                   |                     |                     |  |  |                    |                    |                    |
|  | 1                        |                                       |                          |   | Ванкувер | 1                     |                       |                       | 3                  | Фінікс             | 4                   |                     |                     |  |  |                    |                    |                    |
|  | 8                        | Лос-Анджелес                          | 4                        |   |          | 4                     | Нашвілл               | 1                     |                    |                    |                     |                     |                     |  |  |                    |                    |                    |
|  | 8                        | Лос-Анджелес                          | 4                        |   |          | 4                     | Нашвілл               | 1                     |                    |                    |                     |                     |                     |  |  |                    |                    |                    |
|  |                          |                                       |                          |   |          |                       |                       |                       |                    |                    |                     |                     |                     |  |  |                    |                    |                    |
|  | 2                        | Сент-Луїс                             | 4                        |   |          |                       |                       |                       |                    |                    |                     |                     |                     |  |  |                    |                    |                    |
|  | 2                        | Сент-Луїс                             | 4                        |   |          |                       |                       |                       |                    |                    |                     |                     |                     |  |  |                    |                    |                    |
|  | 7                        | Сан-Хосе                              | 1                        |   |          |                       |                       |                       |                    |                    |                     |                     |                     |  |  |                    |                    |                    |
|  | 7                        | Сан-Хосе                              | 1                        |   |          |                       |                       |                       | 3                  | Фінікс             | 1                   |                     |                     |  |  |                    |                    |                    |
|  |                          |                                       |                          |   |          |                       |                       |                       | 3                  | Фінікс             | 1                   |                     |                     |  |  |                    |                    |                    |
|  |                          | 8                                     | Лос-Анджелес             | 4 |          |                       |                       |                       |                    |                    |                     |                     |                     |  |  |                    |                    |                    |
|  | 3                        | 8                                     | Лос-Анджелес             | 4 | Фінікс   | 4                     |                       |                       |                    |                    |                     |                     |                     |  |  |                    |                    |                    |
|  | 3                        |                                       |                          |   | Фінікс   | 4                     |                       |                       |                    |                    |                     |                     |                     |  |  |                    |                    |                    |
|  | 6                        | Чикаго                                | 2                        |   |          |                       |                       |                       |                    |                    | Західна конференція | Західна конференція | Західна конференція |  |  |                    |                    |                    |
|  | 6                        | Чикаго                                | 2                        |   |          |                       |                       |                       |                    |                    | Західна конференція | Західна конференція | Західна конференція |  |  |                    |                    |                    |
|  |                          |                                       |                          |   |          |                       |                       |                       |                    |                    |                     |                     |                     |  |  |                    |                    |                    |
|  | 4                        | Нашвілл                               | 4                        |   | 2        | Сент-Луїс             | 0                     |                       |                    |                    |                     |                     |                     |  |  |                    |                    |                    |
|  | 4                        | Нашвілл                               | 4                        |   | 2        | Сент-Луїс             | 0                     |                       |                    |                    |                     |                     |                     |  |  |                    |                    |                    |
|  | 5                        | Детройт                               | 1                        |   |          | 8                     | Лос-Анджелес          | 4                     |                    |                    |                     |                     |                     |  |  |                    |                    |                    |

## Призи та нагороди сезону
| Нагороди                                   | Володар(и)                                     |
| ------------------------------------------ | ---------------------------------------------- |
| Кубок Стенлі                               | Лос-Анджелес Кінгс                             |
| Кубок Президента                           | Ванкувер Канакс                                |
| Приз принца Уельського                     | Нью-Джерсі Девілс                              |
| Приз Кларенса С. Кемпбела                  | Лос-Анджелес Кінгс                             |
| Трофей Арта Росса                          | Євген Малкін (Піттсбург Пінгвінс)              |
| Приз Білла Мастерсона                      | Макс Пачіоретті (Монреаль Канадієнс)           |
| Пам'ятний трофей Колдера                   | Габріель Ландескуг (Колорадо Аваланч)          |
| Трофей Конна Смайта                        | Джонатан Квік (Лос-Анджелес Кінгс)             |
| Приз Франка Селке                          | Патріс Бержерон (Бостон Брюїнс)                |
| Пам'ятний трофей Гарта                     | Євген Малкін (Піттсбург Пінгвінс)              |
| Нагорода Джека Адамса                      | Кен Гічкок (Сент-Луїс Блюз)                    |
| Приз Джеймса Норріса                       | Ерік Карлссон (Оттава Сенаторс)                |
| Приз Кінга Кленсі                          | Данієль Альфредссон (Оттава Сенаторс)          |
| Приз Леді Бінг                             | Браян Кемпбелл (Флорида Пантерс)               |
| Нагорода Теда Ліндсея                      | Євген Малкін (Піттсбург Пінгвінс)              |
| Приз Марка Мессьє                          | Шейн Доун (Фінікс Койотс)                      |
| Трофей Моріса Рішара                       | Стівен Стемкос (Тампа-Бей Лайтнінг)            |
| Приз гравцю НХЛ за благодійність           | Майк Фішер (Нашвілл Предаторс)                 |
| Приз найкращому генеральному менеджеру НХЛ | Дуг Армстронг (Сент-Луїс Блюз)                 |
| Нагорода Плюс-Мінус (неофіційно)           | Патріс Бержерон (Бостон Брюїнс)                |
| Нагорода Роджера Кроз'єра                  | Браєн Елліотт (Сент-Луїс Блюз)                 |
| Трофей Везіни                              | Генрік Лундквіст (Нью-Йорк Рейнджерс)          |
| Трофей Вільяма М. Дженнінгса               | Ярослав Галак і Браєн Елліотт (Сент-Луїс Блюз) |
| Трофей Лестера Патріка                     | Боб Чейз-Валленштейн, Дік Патрик               |

## Команда всіх зірок
| Позиція  | Перша команда                        | Друга команда                      | Позиція  | Молодіжна команда                      |
| -------- | ------------------------------------ | ---------------------------------- | -------- | -------------------------------------- |
| Воротар  | Генрік Лундквіст, Нью-Йорк Рейнджерс | Джонатан Квік, Лос-Анджелес Кінгс  | Воротар  | Юнас Енрот, Баффало Сейбрс             |
| Захисник | Ерік Карлссон, Оттава Сенаторс       | Здено Хара, Бостон Брюїнс          | Захисник | Джастін Фолк, Кароліна Гаррікейнс      |
| Захисник | Ші Вебер, Нашвілл Предаторс          | Алекс П'єтранджело, Сент-Луїс Блюз | Захисник | Джейк Гардінер, Торонто Мейпл-Ліфс     |
| Нападник | Євген Малкін, Піттсбург Пінгвінс     | Стівен Стемкос, Тампа-Бей Лайтнінг | Нападник | Адам Генрік, Нью-Джерсі Девілс         |
| Нападник | Джеймс Ніл, Піттсбург Пінгвінс       | Маріан Габорик, Нью-Йорк Рейнджерс | Нападник | Габріель Ландескуг, Колорадо Аваланч   |
| Нападник | Ілля Ковальчук, Нью-Джерсі Девілс    | Рей Вітні, Фінікс Койотс           | Нападник | Раян Ньюджент-Гопкінс, Едмонтон Ойлерз |

Джерело: NHL.

## Дебютанти сезону
- Раян Ньюджент-Гопкінс, Едмонтон Ойлерз
- Габріель Ландескуг, Колорадо Аваланч
- Кріс Крейдер, Нью-Йорк Рейнджерс

## Завершили кар'єру
Список гравців, що завершили ігрову кар'єру в НХЛ.
| Гравець          | Клуб                 | Коментар |
| ---------------- | -------------------- | --- |
| Джейсон Арнотт   | Сент-Луїс Блюз       | Провів понад 1200 матчів, учасник двох матчів усіх зірок НХЛ, капітан Нашвілл Предаторс, володар Кубка Стенлі в складі Нью-Джерсі Девілс.                                              |
| Джейсон Блейк    | Анагайм Дакс         | Приз Білла Мастерсона. |
| Ендрю Брюнетт    | Чикаго Блекгокс      | Капітан Міннесота Вайлд, провів понад 1000 матчів. |
| Майк Коммодор    | Тампа-Бей Лайтнінг   | Володар Кубка Стенлі в складі Кароліна Гаррікейнс. |
| Марк Ітон        | Нью-Йорк Айлендерс   | Володар Кубка Стенлі в складі Піттсбург Пінгвінс. |
| Томас Гольмстрем | Детройт Ред Вінгз    | Володар 4-х Кубків Стенлі в складі Ред Вінгз, Олімпійський чемпіон, провів понад 1000 матчів.                                                                                          |
| Павел Кубіна     | Філадельфія Флайєрз  | Бронзовий призер Олімпійських ігор, володар Кубка Стенлі в складі Тампа-Бей Лайтнінг                                                                                                   |
| Деймонд Ленгкоу  | Фінікс Койотс        | Провів понад 1000 матчів. |
| Бретт Лебда      | Колумбус Блю-Джекетс | Володар Кубка Стенлі в складі Детройт Ред Вінгз. |
| Ніклас Лідстрем  | Детройт Ред Вінгз    | 7-разовий володар трофею Джеймса Норріса, володар 4-х Кубків Стенлі в складі Ред Вінгз, провів більшу частину матчів у складі Ред Вінгз.                                               |
| Андреас Лілья    | Філадельфія Флайєрз  | Володар Кубка Стенлі в складі Детройт Ред Вінгз. |
| Етан Моро        | Лос-Анджелес Кінгс   | Капітан Едмонтон Ойлерз, Приз Кінга Кленсі. |
| Джон Медден      | Флорида Пантерс      | Володар 3-х Кубків Стенлі, Приз Франка Селке. |
| Шон О'Доннелл    | Чикаго Блекгокс      | Перший в історії капітан Міннесота Вайлд, володар Кубка Стенлі в складі Анагайм Дакс, провів понад 1200 матчів.                                                                        |
| Самуель Польссон | Ванкувер Канакс      | Володар Кубка Стенлі в складі Анагайм Дакс; Олімпійський чемпіон. |
| Кріс Пронгер     | Філадельфія Флайєрз  | Володар Кубка Стенлі в складі Анагайм Дакс, перший захисник володар Пам'ятного трофею Гарта, 2-разовий Олімпійський чемпіон, член Потрійного золотого клубу, провів понад 1100 матчів. |
| Ендрю Рейкрофт   | Даллас Старс         | Пам'ятний трофей Колдера. |
| Двейн Ролосон    | Тампа-Бей Лайтнінг   | Нагорода Роджера Кроз'єра, останній активний гравець НХЛ, який народився в 1960-х роках.                                                                                               |
| Браєн Ролстон    | Бостон Брюїнс        | Провів понад 1250 матчів; Володар Кубка Стенлі в складі Нью-Джерсі Девілс |
| Раян Шеннон      | Тампа-Бей Лайтнінг   | Володар Кубка Стенлі в складі Анагайм Дакс. |
| Ярослав Шпачек   | Кароліна Гаррікейнс  | Олімпійський чемпіон та бронзовий призер Олімпійських ігор. |
| Стів Стейос      | Нью-Йорк Айлендерс   | Капітан Атланта Трешерс, провів понад 1000 матчів. |
| Петр Сикора      | Нью-Джерсі Девілс    | Володар 2-х Кубків Стенлі в складі Піттсбург Пінгвінс, провів понад 1000 матчів. |
| Марті Турко      | Бостон Брюїнс        | Володар 2-х Нагород Роджера Кроз'єра, учасник двох матчів усіх зірок НХЛ. |
| Колін Вайт       | Сан-Хосе Шаркс       | Володар Кубка Стенлі в складі Нью-Джерсі Девілс. |